# Adil Ray
Adil Ray, OBE (n. 26 aprilie 1974, Birmingham, Anglia, Regatul Unit) este un actor, comedian și prezentator de radio și televiziune britanic. El joacă rolul principal în serialul de comedie Citizen Khan de pe BBC One, pe care l-a creat și pe care îl co-scrie.

## Viața timpurie
Adil Ray s-a născut în Birmingham, West Midlands, Anglia dintr-un tată pakistanez punjabi, din Lahore, și o mamă asiatico-kenyană. A fost crescut în suburbia Yardley. Tatăl lui, Abdul, a lucrat ca șofer de autobuz timp de aproape patruzeci de ani. Mama sa a lucrat pentru Departamentul de Imigrări în Serviciul Public și a avut strămoși Baganda. Părinții lui au divorțat în timpul adolescenței sale.
Ray a fost educat la școala din Yardley și Handsworth Grammar School, prima lui zi fiind zi după Revoltele din Handsworth din 1985. Ray era un jucător bun de cricket și a reprezentat West Bromwich Dartmouth în anii 1980 și începutul anilor 1990. Ray a absolvit Universitatea din Huddersfield, cu o diplomă de licență în marketing.

## Viața personală
Ray este un fan al cricketului și susține echipa locală Warwickshire și echipa națională a Pakistanului. El este și fan al echipei de fotbal Aston Villa F. C.

## Distincții, premii și nominalizări
În ianuarie 2013, Ray a fost nominalizat pentru premiul pentru Arte și Conștientizare Culturală la British Muslim Awards.
Ray a fost numit Ofițer al Ordinului Imperiului Britanic (OBE) în 2016 pentru servicii aduse radiodifuziunii.